# Gascoyne (plaats)
Gascoyne is een plaats (city) in de Amerikaanse staat North Dakota, en valt bestuurlijk gezien onder Bowman County.

## Demografie
Bij de volkstelling in 2000 werd het aantal inwoners vastgesteld op 23.
In 2006 is het aantal inwoners door het United States Census Bureau geschat op 21, een daling van 2 (-8,7%).

## Geografie
Volgens het United States Census Bureau beslaat de plaats een oppervlakte van
2,6 km², geheel bestaande uit land. Gascoyne ligt op ongeveer 842 m boven zeeniveau.

## Plaatsen in de nabije omgeving
De onderstaande figuur toont nabijgelegen plaatsen in een straal van 36 km rond Gascoyne.